# Galerie Milan Konjović
La galerie Milan Konjović (en serbe cyrillique : Галерија Милана Коњовића ; en serbe latin : Galerija Milana Konjovića) est un musée consacré à l'œuvre du peintre Milan Konjović ; elle est située à Sombor, dans la province de Voïvodine et dans le district de Bačka occidentale, en Serbie. Le bâtiment qui abrite le musée est inscrit sur la liste des monuments culturels de grande importance de la république de Serbie (identifiant no SK 1251).

## Architecture
La galerie, située 2 Trg Sv. Trojstva (« place de la Trinité »), a été construite en 1838 pour servir de pharmacie. Le bâtiment est également connu sous le nom de « Galeova kuća » en souvenir d'Emil Gale qui a adapté l'ancien édifice de style Biedermeier pour les besoins de la pharmacie. De nouveaux travaux ont eu lieu en 1961 pour transformer les lieux en musée.